# Ophioplinthaca hastata
Ophioplinthaca hastata är en ormstjärneart som beskrevs av Jean Baptiste François René Koehler 1922. Ophioplinthaca hastata ingår i släktet Ophioplinthaca och familjen knotterormstjärnor. Inga underarter finns listade i Catalogue of Life.